# Diócesis de Culiacán
La diócesis de Culiacán (en latín: Dioecesis Culiacanensis) es una circunscripción eclesiástica de la Iglesia católica en México. Se trata de una diócesis latina, sufragánea de la arquidiócesis de Hermosillo. Desde el 21 de septiembre del 2023 su obispo es Jesús José Herrera Quiñonez.

## Territorio y organización

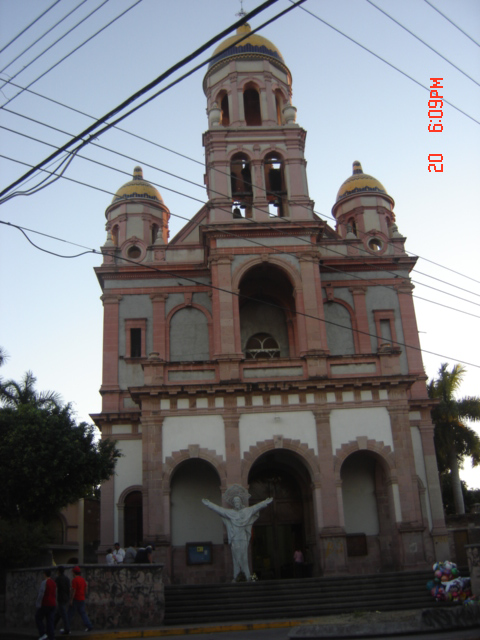
Santuario del Sagrado Corazón de Jesús, parroquia perteneciente a la diócesis de Culiacán

La diócesis tiene 40 674 km² y extiende su jurisdicción sobre los fieles católicos de rito latino residentes en el estado de Sinaloa en los municipios de: Ahome, Angostura, Badiraguato, Choix, Culiacán, El Fuerte, Guasave, Mocorito, Navolato, Salvador Alvarado y Sinaloa. 

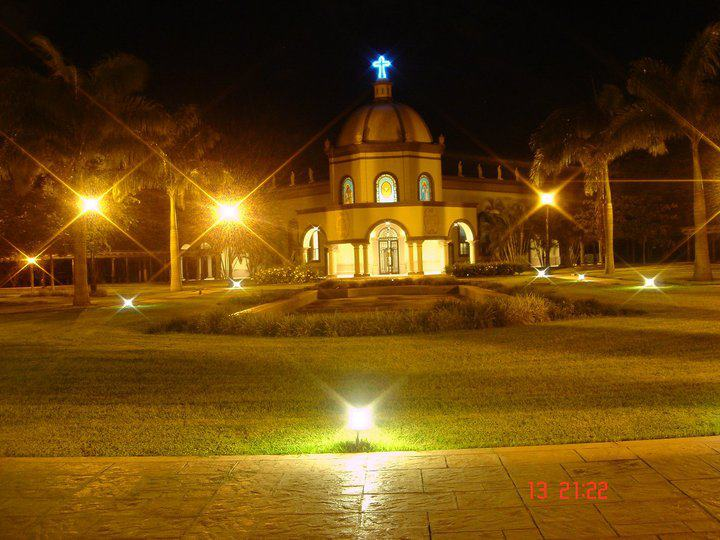
Seminario de Culiacán

La sede de la diócesis se encuentra en la ciudad de Culiacán, en donde se halla la Catedral basílica de Nuestra Señora del Rosario.
En 2021 en la diócesis existían 121 parroquias.

## Historia
La diócesis de Sinaloa fue erigida el 24 de mayo de 1883 con la bula Catholicae professionis auctor, del papa León XIII, tomando su territorio de la diócesis de Sonora (hoy arquidiócesis de Hermosillo). Originalmente era sufragánea de la arquidiócesis de Durango.
El 22 de noviembre de 1958 cedió una parte de su territorio para la erección de la diócesis de Mazatlán mediante la bula Qui hominum del papa Juan XXIII.
El 16 de febrero de 1959 asumió su nombre actual en virtud del decreto Quum Apostolicis de la Congregación Consistorial y el 25 de noviembre de 2006 pasó a formar parte de la provincia eclesiástica de Hermosillo.
El 9 de enero de 1991, con la carta apostólica Magnopere quidem, el papa Juan Pablo II confirmó a san José como patrón de la diócesis.

## Estadísticas
Según el Anuario Pontificio 2022 la diócesis tenía a fines de 2021 un total de 1 797 415 fieles bautizados.
| Año                                                                             | Población            | Población | Población      | Sacerdotes | Sacerdotes    | Sacerdotes    | Bautizados por sacerdote | Diáconos permanentes | Religiosos | Religiosos | Parroquias |
| Año                                                                             | Bautizados católicos | Total     | % de católicos | Total      | Clero secular | Clero regular | Bautizados por sacerdote | Diáconos permanentes | Varones    | Mujeres    | Parroquias |
| ------------------------------------------------------------------------------- | -------------------- | --------- | -------------- | ---------- | ------------- | ------------- | ------------------------ | -------------------- | ---------- | ---------- | ---------- |
| 1950                                                                            | 544.500              | ?         | ?              | 48         | 45            | 3             | 11 343                   |                      | 3          | 184        | 25         |
| 1965                                                                            | 584 769              | 601 725   | 97.2           | 57         | 25            | 32            | 10 259                   |                      | 3          | 296        | 88         |
| 1970                                                                            | 902 995              | 933 811   | 96.7           | 107        | 100           | 7             | 8439                     |                      | 11         | 312        | 35         |
| 1976                                                                            | 716 129              | 753 811   | 95.0           | 87         | 87            |               | 8231                     |                      | 4          | 316        | 40         |
| 1980                                                                            | 825 000              | 868 000   | 95.0           | 102        | 99            | 3             | 8088                     |                      | 9          | 249        | 43         |
| 1990                                                                            | 1 497 000            | 1 613 000 | 92.8           | 113        | 110           | 3             | 13 247                   |                      | 9          | 368        | 77         |
| 1999                                                                            | 2 181 890            | 2 302 680 | 94.8           | 135        | 129           | 6             | 16 162                   |                      | 11         | 323        | 68         |
| 2000                                                                            | 2 193 400            | 2 312 000 | 94.9           | 136        | 130           | 6             | 16 127                   |                      | 10         | 286        | 68         |
| 2001                                                                            | 2 215 974            | 2 334 578 | 94.9           | 139        | 134           | 5             | 15 942                   | 4                    | 10         | 308        | 68         |
| 2002                                                                            | 2 238 368            | 2 356 972 | 95.0           | 135        | 130           | 5             | 16 580                   | 4                    | 10         | 296        | 68         |
| 2003                                                                            | 2 255 557            | 2 374 162 | 95.0           | 151        | 146           | 5             | 14 937                   | 4                    | 10         | 295        | 68         |
| 2004                                                                            | 2 273 722            | 2 392 171 | 95.0           | 154        | 149           | 5             | 14 764                   | 4                    | 9          | 291        | 69         |
| 2006                                                                            | 2 319 038            | 2 401 453 | 96.6           | 154        | 149           | 5             | 15 058                   |                      | 10         | 272        | 70         |
| 2013                                                                            | 1 843 920            | 2 149 479 | 85.8           | 178        | 175           | 3             | 10 359                   | 4                    | 10         | 200        | 85         |
| 2016                                                                            | 1 881 423            | 2 231 818 | 84.3           | 187        | 181           | 6             | 10 061                   | 3                    | 16         | 211        | 88         |
| 2019                                                                            | 1 938 677            | 2 302 500 | 84.2           | 181        | 177           | 4             | 10 710                   | 62                   | 7          | 220        | 121        |
| 2021                                                                            | 1 797 415            | 2 296 414 | 78.3           | 180        | 173           | 7             | 9985                     | 69                   | 10         | 198        | 121        |
| Fuente: Catholic-Hierarchy, que a su vez toma los datos del Anuario Pontificio. |                      |           |                |            |               |               |                          |                      |            |            |            |

## Episcopologio
- José de Jesús María Uriarte y Pérez † (9 de agosto de 1883-26 de mayo de 1887 falleció)
- José María de Jesús Portugal y Serratos, O.F.M. † (1 de octubre de 1888-28 de noviembre de 1898 nombrado obispo de Saltillo)
- José Homobono Anaya y Gutiérrez † (28 de noviembre de 1898-9 de noviembre de 1902 nombrado obispo de Chilapa)
- Francisco Uranga y Sáenz † (25 de junio de 1903-18 de diciembre de 1919 nombrado obispo auxiliar de Guadalajara[nota 1])
- Silviano Carrillo Cárdenas † (30 de julio de 1920-10 de septiembre de 1921 falleció)
- Agustín Aguirre y Ramos † (23 de junio de 1922-7 de mayo de 1942 falleció)
- Lino Aguirre García † (22 de enero de 1944-20 de agosto de 1969 retirado[nota 2])
- Luis Rojas Mena † (20 de agosto de 1969-4 de octubre de 1993 retirado)
- Benjamín Jiménez Hernández † (4 de octubre de 1993-18 de marzo de 2011 renunció)
- Jonás Guerrero Corona, (18 de marzo de 2011- 21 de septiembre de 2023 retirado)
- Jesús José Herrera Quiñonez desde el 21 de septiembre de 2023